# Jacques Nys
Jacques Nys, né le 19 avril 1943 à Roubaix, ville où il est mort le 9 mars 2018,, est un athlète français, spécialiste du lancer du disque.

## Biographie
Il remporte le titre du lancer du disque lors des championnats de France 1971, à Colombes, avec un lancer à 55,76 m.
Il améliore à deux reprises le record de France du lancer du disque, le portant à 57,02 m en 1970 et à 57,10 m en 1972.

### Palmarès
- Championnats de France d'athlétisme :
  - vainqueur du lancer du disque en 1971.

### Records
| Épreuve          | Performance | Lieu        | Date         |
| ---------------- | ----------- | ----------- | ------------ |
| Lancer du disque | 57,10 m     | Sallaumines | 18 juin 1972 |